# Hoyo Agricultural Machinery
Hoyo Agricultural Machinery este o companie producătoare de utilaje agricole din China.
A construit o fabrică de tractoare la Râșnov, lângă Brașov printr-o investiție de 20 milioane dolari (14 milioane euro).
Planul companiei este structurat în trei etape de dezvoltare, iar investițiile totale, după trei ani de la începerea proiectului, sunt estimate la 50 de milioane de dolari (34 milioane euro).
Fabrica va produce anual peste 20.000 de tractoare anual.